# The Amity Affliction
The Amity Affliction est un groupe de post-hardcore et metalcore australien, originaire de Gympie, dans le Queensland. Formé en 2003, la formation du groupe se composait, en 2013, de Troy Brady (guitare solo), Ahren Stringer (basse, chant), Joel Birch (chant), Ryan Burt (batterie, percussions) et Dan Brown (guitare rythmique). Depuis sa formation, The Amity Affliction enregistre huit albums studio, Severed Ties, commercialisé en 2008, Youngbloods en 2010, qui débute à la 6e place du classement ARIA, Chasing Ghosts en 2012, qui débute premier au ARIA, et Let The Ocean Take Me en 2014. Ils reviennent ensuite en 2016 avec un nouvel album intitulé This Could Be Heartbreak, en 2018 avec l'album Misery, Everyone Loves You... Once You Leave Them en 2020 et Not Without My Ghosts en 2023.

## Biographie

### Formation et débuts (2003–2008)
The Amity Affliction est créé à Gympie, près de Brisbane,, une ville localisée au sud-ouest du Queensland, en Australie, par Ahren Stringer et Troy Brady durant leur dernière année au lycée. Le groupe est nommé en hommage à l'un de leurs amis, décédé d'un accident de voiture à 17 ans,. Amity se réfère à l'amitié et Affliction indique la peine qu'a enduré le groupe lors du décès de son ami. En 2004, The Amity Affliction fait paraître une démo de trois pistes. En ce temps-là, deux autres membres les accompagnent : Garth Buchanan à la basse et Lachlan Faulkner à la batterie. Fin 2004, le chanteur Joel Birch rejoint le groupe. Mi-2005, The Amity Affliction fait paraître son premier EP éponyme. Ils partent ensuite en tournée au East Coast Tour en 2005.
En 2007, leur formation change lorsque Lachlan Faulkner quitte le groupe, en même temps que Garth Buchanan qui, lui, rejoindra le groupe Behind Crimson Eyes. Lachlan Faulkner se joint par la suite à Saint Lucia. Le groupe engage le batteur Troels Thomasson, le guitariste Chris Burt (à l'origine bassiste), et le claviériste Trad Nathan ; Ahren Stringer se mettra à la basse. The Amity Affliction fait paraître un nouvel EP de cinq titres High Hopes.

### Severed Ties(2008–2010)
Le groupe fait paraître son premier album studio en 2008, intitulé Severed Ties. L'album atteint la 26e place du classement ARIA pendant une semaine. Il s'agit du premier album à présenter le frère de Chris Burts, Ryan Burt, à la batterie. Durant mai 2009, ils participent au Finale Tour de  The Getaway Plan aux côtés d'Elora Danan. The Amity Affliction entreprend sa tournée en Australie en 2009. Il participe également au Stairway to Hell Tour de 2009 aux côtés de We Are the Ocean et du groupe de Melbourne, Hopeless,.

### YoungbloodsetGlory Days(2010–2011)
Fin 2009, The Amity Affliction se sépare du guitariste Christopher Burt. La décision est prise par tous les membres depuis un long moment. Il joue pour la dernière fois à Londres, Royaume-Uni, en décembre 2009. Le groupe ayant décidé de rester en bons termes avec Chris, cette décision a été prise pour le bien du groupe musicalement parlant. Plus tard, Clint Ellis (Splattering) de The Getaway Plan est engagé.
En avril 2010, le groupe part pour New York enregistrer son second album studio. Le 10 mai, le groupe fait paraître une chanson de l'album, I Hate Hartley sur sa page MySpace. Le groupe annonce une nouvelle date de tournée le 18 juin et fait paraître son second album, Youngbloods, au label Boomtown and Shock Records. Il débute 6e aux ARIA, et reste au classement pendant trois semaines. The Amity Affliction part en tournée promotionnelle pour son second album en juillet. À leur côté Misery Signals, Confession et groupe écossais Flood of Red. Ils partent à l'ouest de l'Australie quelques semaines plus tard avec le groupe local Break Even. En octobre, le groupe annonce la future parution de l'album Glory Days, qui devrait être une compilation de leurs vieilles démos et de leurs deux premiers EP. Glory Days est publié le 26 novembre 2010. Ils annoncent ensuite une tournée britannique aux côtés d'Asking Alexandria et d'une autre tournée avec Deez Nuts, Endwell et Louie Knuxx. En automne 2010, The Amity Affliction obtient sa première entrevue avec Substream Music Press après sa signature avec The Artery Foundation. Durant l'entrevue, le groupe apprend qu'il participera au festival australien Soundwave.
Le 30 mai 2011, le groupe fait paraître un vidéoclip pour le titre Youngbloods ; suivi d'un autre pour I Hate Hartley. Fin 2011 ils embarquent pour une tournée mondiale, Fuck the Reaper, avec Asking Alexandria, Skyway et un groupe local de chaque ville.

### Chasing Ghosts(2012–2013)
Le 17 septembre 2011, à Townsville, le chanteur Joel Birch annonce un éventuel enregistrement de leur troisième album studio aux États-Unis. Plus tard encore, le 22 septembre 2011, Ahren explique dans une entrevue avec Alt Music Hub que le groupe devrait commencer l'enregistrement du nouvel album d'ici mars ou avril 2012.
Le 8 février 2012, The Amity Affliction signe au label Roadrunner Records pour leurs prochains albums. Le 7 mai 2012, le groupe part pour Orlando (Floride) pour l'enregistrement de son troisième album aux côtés de Michael Baskette. Le 7 juin 2012, il est annoncé que ce troisième album devrait être intitulé Chasing Ghosts et prévu pour une sortie le 7 septembre 2012 en Australie, le 17 septembre pour le Royaume-Uni, et le 18 septembre pour les États-Unis. Peu après l'annonce de sa sortie, des photos de la couverture de l'album fusent sur Internet et provoque nombre de controverses chez les médias et les fans. Elle présente explicitement un homme pendu à un arbre. Cette situation est ironique du fait que l'album prône un message anti-suicide.
Dans un article de presse publié les 13 et 14 août, le départ du guitariste Imran Siddiqi est annoncé. Siddiqi n'apparaît pas sur le vidéoclip du single Chasing Ghosts paru le 15 août. Rien n'est planifié à ce moment pour engager un nouveau guitariste. À la suite de la parution de Chasing Ghosts, le groupe part dans une nouvelle tournée australienne entre septembre et octobre, pour la promotion de son nouvel album, aux côtés de The Ghost Inside, Architects et Buried In Verona.
Joel Birch annonce le 24 mars 2013 que Dan Brown est leur nouveau guitariste. En 2013, The Amity Affliction participe au Warped Tour 2013 aux États-Unis aux côtés de Chad Hasty (Glass Cloud) à la batterie et aux percussions, du fait que Ryan Burt s'est sévèrement endommagé la cornée lors d'une soirée à Portland, en Oregon. Quelque rumeurs circulent durant laquelle, lors d'une tournée avec The Amity Affliction et Memphis May Fire, Joel Birch aurait fait quelques commentaires sexistes sur le chanteur du groupe Memphis, Matty Mullins.
Plus tard dans la tournée, Joel Birch est incapable de poursuivre à cause de déshydratation, menant le groupe à annuler son passage à Pittsburgh. Le show suivant est joué à Cleveland avec l'aide de Sam Carter (Architects), Jason Aaron Butler (Letlive) et Chris Roetter (Like Moths to Flames) partageant la scène avec le groupe pour remplacer Joel.

### Let the Ocean Take Me(2014–2015)

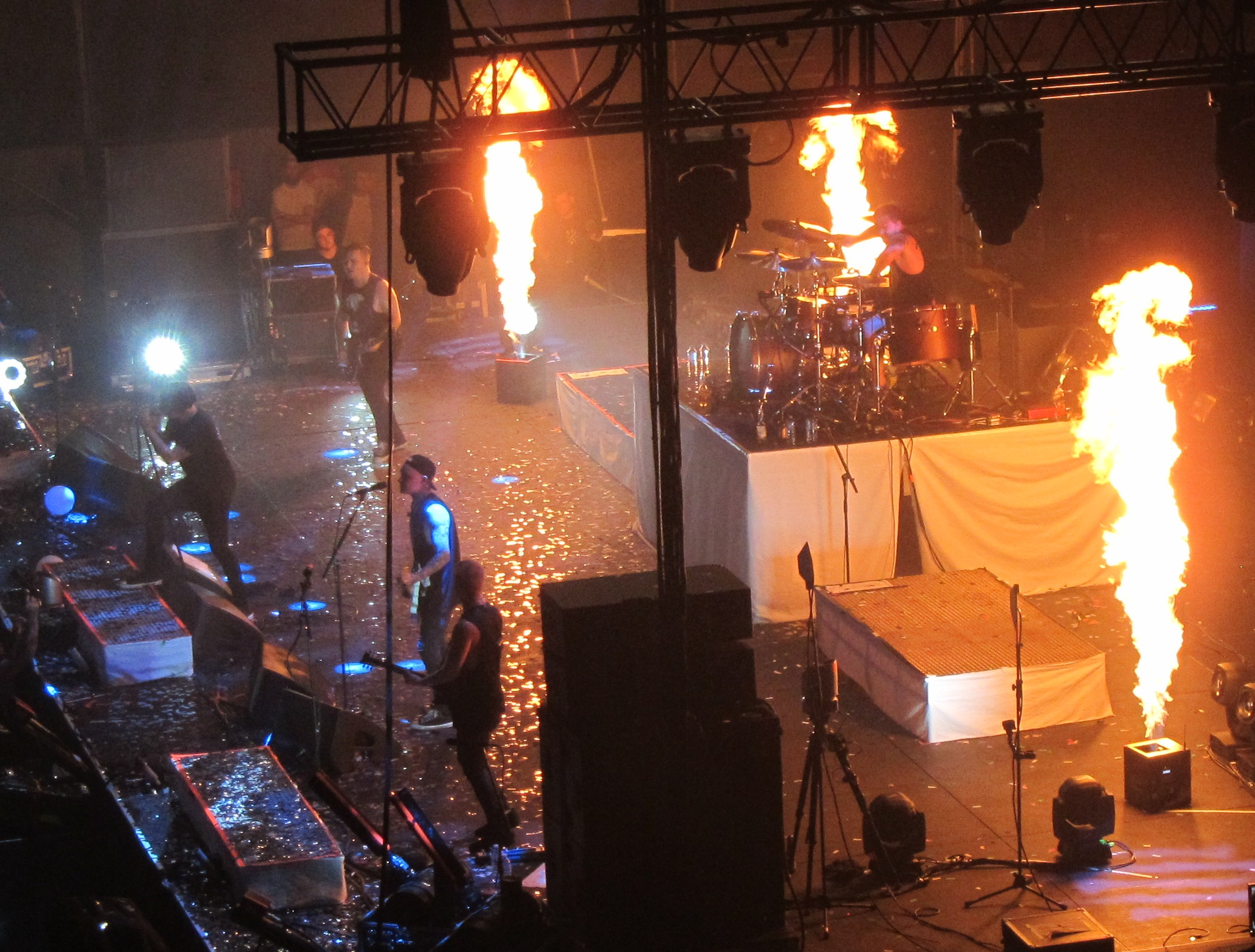
The Amity Affliction à la tournée Big Ass Tour de Sydney, en décembre 2015.

À la fin de 2013, le groupe joue à la tournée Brothers in Arms en Europe et en Australie avec Landscapes et In Hearts Wake sur la scène européenne et Chelsea Grin, Stick to Your Guns et In Hearts Wake sur la scène australienne. À la fin de 2013, le groupe publie une démo de la chanson Cave In. Le premier single du futur album du groupe s'intitule Pittsburgh, publié le 14 avril. Le second single, Don't Lean on Me est publié le 15 mai. L'album lui-même, intitulé Let the Ocean Take Me, est publié le 6 juin en Australie, le 9 juin au Royaume-Uni, et le 10 juin aux États-Unis. Le 11 octobre, le guitariste Troy Brady annonce son départ, et Ahren Stringer devient le seul membre original du groupe.
Le 18 mai 2015, The Amity Affliction publie une bande-annonce de leur documentaire à venir, Seems Like Forever, sur YouTube. La vidéo comprend un lien pour précommander le film, publié le 10 juillet 2015 en DVD ou en édition deluxe double-CD de Let the Ocean Take Me, qui comprend deux chansons inédites, Skeletons (qui fait partie de la bande-annonce) et Farewell. Le groupe joue tout le long du Vans Warped Tour, et devient la tête d'affiche du Seems Like Forever U.S. Tour avec Chelsea Grin, Secrets, Cruel Hand et The Plot In You entre octobre et novembre 2015. En mi-novembre, une new single, Shine On, est publié sur Internet. Il atteint le top 5 des classements iTunes australiens. Le groupe joue ensuite au Big Ass Tour avec A Day to Remember, Motionless in White et Hands Like Houses en Australie et en Nouvelle-Zélande en décembre 2015.

### This Could Be Heartbreak(2016–2017)

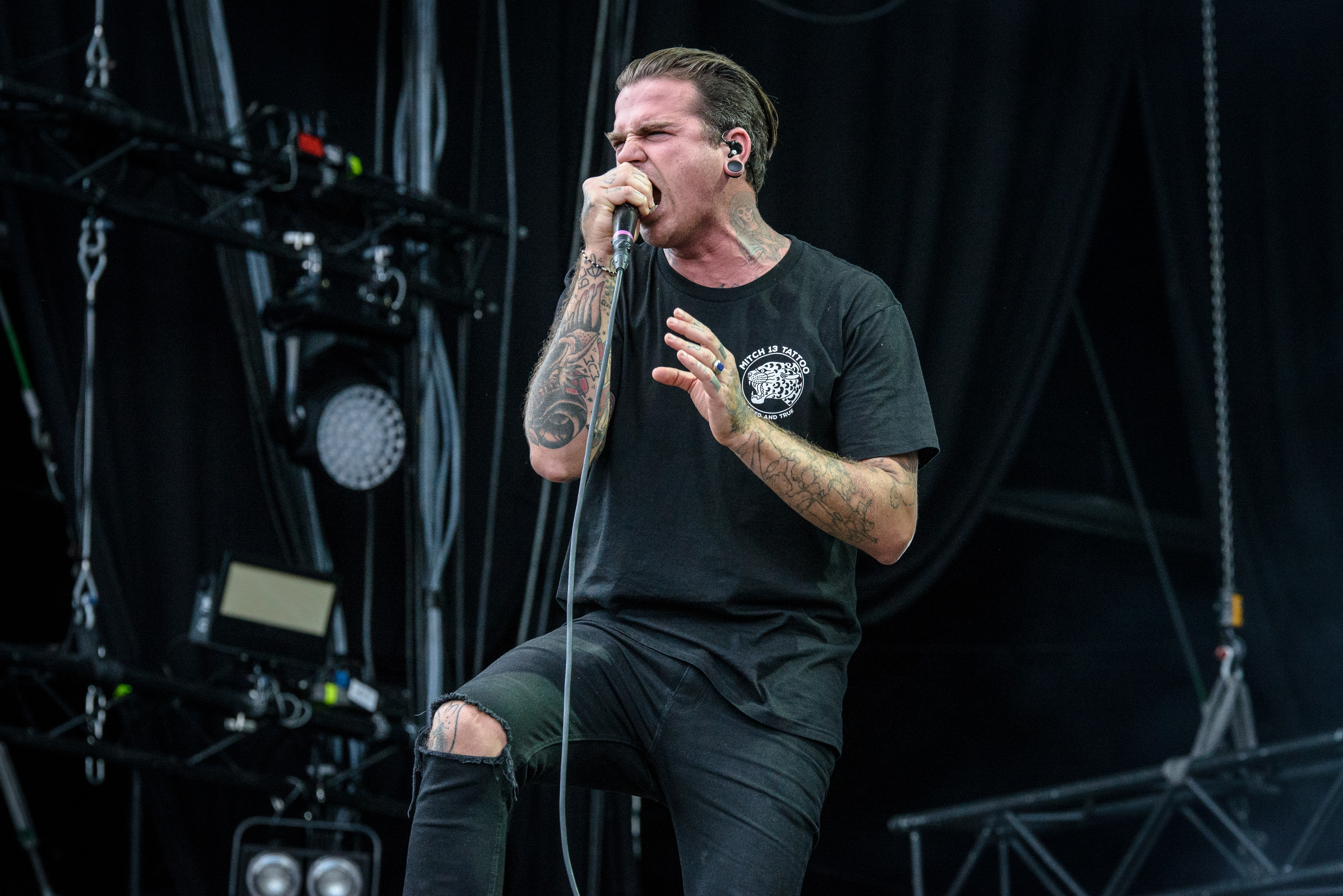
The Amity Affliction à Rock im Park en 2016.

Le 18 mai 2016, The Amity Affliction poste une vidéo sur leur page Facebook annonçant un cinquième album, This Could Be Heartbreak. Sa date de sortie est annoncée pour le 12 août, et le groupe publie entretemps la vidéo du single, I Bring the Weather with Me. la chanson fait participer Joel Birch au chant. Avec ce nouvel album, The Amity Affliction annonce une tournée devant maximum 1 500 personnes par villes en Australie appelée I Bring the Weather with Me Tour au Tivoli de Brisbane le 19 août, au Metro Theatre de Sydney le 26 août et au 170 Russell de Melbourne le 31 août. Ils joueront avec Trophy Eyes. Ils préparent aussi une tournée américaine entre septembre et octobre, puis en Europe en décembre pour l'enregistrement. Le 10 juillet, le groupe annonce un second single, This Could Be Heartbreak.
Le guitariste Kyle Yocum accompagne le groupe en tournée en 2016 sans pour autant faire partie du groupe officiellement. (Celui-ci créé en parallèle le groupe Deadships.)
En 2017, le groupe continue également de tourner en Europe et en Grande-Bretagne aux côtés de Polar et Alazka, et aux États-Unis en première partie de Motionless in White.
Début 2018, ils sont en tête d'affiche du festival Unify, en Australie, à l'occasion duquel ils décident, à la demande des fans sur les réseaux sociaux, de rejouer certains anciens titres tels que Anchors, Stairway to Hell, ou encore Bondi St Blue.
Lors du festival, Ahren Stringer a accordé une interview durant laquelle il confiait que le groupe prendrait le chemin des studios début 2018.
Le 6 février, bien que la plupart des fans s'y attendent, le groupe annonce le départ de Ryan. En effet, ce dernier n'était plus présent sur scène depuis l'automne précédent, à cause de problèmes d'anxiété, comme il l'affirme lui-même sur sa page Facebook. Aucun nouveau batteur n'est annoncé officiellement pour le moment.

### Misery(2018-2019)
Le 20 juin 2018, The Amity Affliction publie le premier single, Ivy (Doomsday), de leur sixième album à venir : Misery. Le groupe annonce que la sortie de l'album est prévue le 24 août avec leur label Roadrunner Records. Le groupe publie une vidéo officielle avec la chanson Ivy (Doomsday), le clip de Feels Like I'm Dying sera la deuxième partie de ce court-métrage.
Le 29 janvier 2019, une vidéo sort pour le titre Drag the Lake, où apparait pour la première fois le remplaçant de Ryan Burt à la batterie, Joe Longobardi de Defeater,.

### Everyone Loves You... Once You Leave Them(depuis 2019)
Le 6 septembre 2019, le groupe dévoile un nouveau titre All My Friends Are Dead. Le 8 janvier 2020, un deuxième titre est révélé, Soak Me in Bleach. The Amity Affliction annonce en même temps que le nouvel album, Everyone Loves You... Once You Leave Them, sortira le 21 février 2020 avec le label Pure Noise Records.
Le 20 octobre, le groupe sort deux face-B du nouvel album, Midnight Train et Don't Wade in the Water.
Le 15 septembre 2021, un nouveau titre, Like Love, parait. Un autre morceau, Give Up the Ghost, sort le 17 novembre. Ces deux titres font partie de leur EP, Somewhere Beyond the Blue, paru le 15 décembre 2021. Un troisième titre, Death is All Around, complète cet EP.

### Not Without My Ghosts(2022-2023)
Le 23 novembre 2022, Joel Birch le screamer du groupe, publie sur Twitter que leur prochain album est enregistré, et qu'il sera le plus virulent de leur carrière.
Le 29 novembre 2022, le groupe dévoile leur nouveau single Show Me Your God. Le 13 février 2023, un deuxième single extrait de leur prochain album est publié, nommé I See Dead People, en collaboration avec Louis Knuxx, impressionne par sa violence et frôle le deathcore. Le 22 mars 2023, le troisième single It's Hell Down Here est dévoilé, et le groupe en profite pour officialiser la date de sortie de l'album ainsi que sa tracklist et pochette associées. Le 20 avril 2023, le titre éponyme à l'album sort, en collaboration avec Phem, et se nomme donc Not Without My Ghosts.
Le 12 mai 2023, l'album Not Without My Ghosts paraît sur le label Pure Noise Records, avec un total de 10 chansons et de 4 collaborations.

## Membres

### Membres actuels
- Joel Birch – screaming (depuis 2004)
- Dan Brown – guitare solo, guitare rythmique, chœurs (depuis 2013, membre de tournée: 2012–2013)
- Joe Longobardi – batterie, percussions (depuis 2018)

### Anciens membres
- Ahren Stringer – chant (2003-2025), basse (2007-2025), guitare rythmique (2003–2007)

- Kyle Yocum - guitare rythmique (en soutien lors de la tournée de 2016)
- Ryan Burt – batterie, percussions (2008-2018)
- Troy Brady – guitare solo, chœurs (2003–2014), guitare rythmique (2012–2014)
- Garth Buchanan – basse, chœurs (2003–2007)
- Troels Thomasen – batterie, percussions (2005–2008)
- Lachlan Faulkner – batterie, percussions (2003–2005)
- Chris Burt – guitare rythmique/basse (2007–2009), basse/guitare rythmique (2007)
- Clint Owen Ellis – guitare rythmique (2009–2011)
- Trad Nathan – claviers, synthétiseur, programmations, samples (2006–2011)
- Imran Siddiqi – guitare rythmique (2011–2012)

## Discographie

### Albums studio
- 2008 : Severed Ties
- 2011 : Youngbloods
- 2012 : Chasing Ghosts
- 2014 : Let The Ocean Take Me
- 2015 : Let The Ocean Take Me Deluxe Edition
- 2016 : This Could Be Heartbreak
- 2018 : Misery
- 2020 : Everyone Loves You... Once You Leave Them
- 2023 : Not Without My Ghosts

### Compilation
- 2010 : Glory Days

### EPs et démos
- 2004 : Early Demos
- 2005 : The Amity Affliction
- 2007 : High Hope
- 2021 : Somewhere Beyond the Blue